# Gerard C. Krol
Gerard C. Krol (Rotterdam, 1 maart 1882 – Enschede, 12 april 1950) was een Nederlands kunstschilder.

## Leven en werk
Gerard Krol werd in 1882 geboren in Rotterdam. Hij kreeg zijn opleiding aan de Academie van Beeldende Kunsten en Technische Wetenschappen in Rotterdam. Hij kreeg daar onder andere les van Alexander van Maasdijk en Ferdinand Oldewelt.
Na het afsluiten van zijn opleiding associeerde Gerard Krol zich met Henri Berssenbrugge. Ze  openden een fotografisch atelier in Rotterdam op 1 juli 1907. De samenwerking duurt niet lang; in februari 1908 vestigde Gerard zich als fotograaf/kunstenaar in Kortenhoef.
In november 1909 verhuisde Gerard Krol naar Enschede. Hij trouwde op 6 augustus 1914 in Rotterdam met Catharina Hedwig van Voorden. Op 20 juli 1916 werd in Enschede hun dochter Catharina geboren. 
Krol was een artistiek geklede man met een markante kop, een knevel en een baardje. Als kunstenaar onderscheidde hij zich daarmee duidelijk van de beroepsbevolking van Enschede in die tijd.
Gerard C. Krol gebruikte voornamelijk de volgende onderwerpen in zijn schilderijen: boerenhoeven, veenplassen, roggevelden, stillevens maar vooral portretten. Daarbij werkte hij in de trant van de Haagse School. Hij was, noodgedwongen, een broodschilder die van zijn werk moest leven. Juist vanwege zijn vele opdrachtgevers was zijn werk van wisselende kwaliteit. Het was wel altijd waarheidsgetrouw.
Gerard C. Krol was bestuurslid van De Twentsche Kunstkring, opgericht in 1934.
Bekende leden van de Twentsche Kunstkring waren Bert Henri Bolink, Kees Broerse, Jan Broeze, Evert Rabbers, Pieter Arie Nijgh, Willem de Wijs, Riem Visser en Ina Scholten-van Heek. Hun werk was niet revolutionair, niet vernieuwend, eerder conservatief. Daarmee hebben ze wel een ‘verdwenen wereld’ vastgelegd, een uniek tijdsbeeld van Twente in de eerste helft van de 20ste eeuw.
De Twentsche Kunstkring slaagde er echter niet in jonge kunstenaars aan zich te binden, ze stond bij de jongeren bekend als ‘behoudzuchtige en dictatoriaal geregeerde club’ zoals Riemko Holtrop dat jaren later formuleerde. In de loop van de jaren '60 verdween de Twentsche Kunstkring uit beeld.

## Verenigingslid
- Vereeniging “Sint Lucas” Amsterdam 1906
- De Twentsche Kunstkring.

## Tentoonstellingen (selectie)
Gerard C. Krol heeft niet veel geëxposeerd.  Na zijn dood maakte hij nog onderdeel uit van een aantal groepstentoonstellingen van De Twentsche Kunstkring. 
- 1906   Amsterdam, Stedelijk Museum, Jubileumtentoonstelling der Vereeniging “Sint Lucas” ter    gelegenheid van haar 25-jarig bestaan.
- 1908   Amsterdam, Stedelijk Museum, 18e jaarlijkse tentoonstelling der Vereeniging “Sint Lucas”.
- 1927   Enschede, Gemeentelijk Lyceum, groepstentoonstelling Kunst- of Tekenclub.
- 1935   Enschede, Groote Sociëteit, Jubileumtentoonstelling.
- 1939   Hengelo, Concertgebouw. Kersttentoonstelling De Twentsche Kunstkring.
- 1941   Enschede, Gemeentelijk Lyceum,  groepstentoonstelling De Twentsche Kunstkring.
- 1961	Enschede, Rijksmuseum Twenthe,  groepstentoonstelling De Twentsche Kunstkring.
- 1975   Enschede, Galerie de Potkachel.
- 1994   Enschede, Museum Jannink.
- 2013   Enschede, Twentse Welle, groepstentoonstelling De Twentsche Kunstkring.
- 2014   Geesteren (Gld.), NH Kerk, Zomerexpositie 'Schilderkunst in Oost Nederland'.

Gerard C. Krol overleed op 73-jarige leeftijd in 1950 te Enschede.